# سيميون غانيت ريد
سيميون غانيت ريد (بالإنجليزية: Simeon Gannett Reed)‏ هو رائد أعمال أمريكي، ولد في 23 أبريل 1830 في أبينغتون في الولايات المتحدة، وتوفي في 7 نوفمبر 1895 في كاليفورنيا في الولايات المتحدة.